# Sixty Million Dollar Man
Pour plus de détails, voir Fiche technique et Distribution.
Sixty Million Dollar Man (百變星君, Bak bin sing gwan) est une comédie hongkongaise réalisée par Raymond Yip (en) et Wong Jin et sortie en 1995.
Elle totalise 35 234 481 HK$ de recettes à Hong Kong.

## Synopsis
Fils d'un milliardaire excentrique, Sing est un jeune homme arrogant et capricieux qui vit dans un luxueux palace d'Hawaii où il est ultra-choyé par son personnel. Il est inscrit à l'université d'Hawaii mais aux études il préfère draguer les filles et faire de sales blagues avec son fidèle serviteur Tat, ce qui le fait mal voir de Chang Sze, le professeur de sciences qui prône de folles théories anatomiques. Ayant été humilié par lui, Sing pénètre de nuit dans son laboratoire avec Tat pour lui jouer un tour mais ils doivent fuir car le lieu est infesté d'inventions effrayantes. La fille du professeur, Chung-Chung, au physique ingrat, tourne autour de Sing pour lui faire honte de son comportement. Mais Sing préfère frayer avec une fille délurée, Bonnie, qui se révèle être la femme du chef d'une triade japonaise. À la suite d'une fête très arrosée, Sing échoue dans la villa du yakusa alors que celui-ci y a réuni son gang. Sing est reconnu, réussit à s'enfuir mais le gang le retrouve et le fait "exploser" avec son palace : ses lèvres et son cerveau sont les seules parties de son corps qui restent intactes. Pour pouvoir le reconstituer, il faut 60 millions de dollars. Son père ne donnant pas sa contribution, le professeur Chang Sze propose de réaliser l'opération à moindre coût en utilisant des organes de moins bonne qualité. Un nouveau Sing est né, mais il a tendance à mal fonctionner. Il retourne à Hong Kong pour travailler comme enseignant dans une classe de délinquants. Mais pendant ce temps, le gang continue ses recherches à Hong Kong ...

## Fiche technique
- Titre : Sixty Million Dollar Man
- Titre original : Bai bian xing jun (百變星君)
- Réalisation : Wong Jing et Raymond Yip
- Scénario : Raymond Yip
- Production : Wong Jing
- Musique : Inconnu
- Photographie : Andrew Lau
- Montage : Marco Mak
- Pays d'origine : Hong Kong
- Format : Couleurs - 1,85:1 - Dolby - 35 mm
- Genre : Comédie
- Durée : 92 minutes
- Date de sortie : 19 août 1995 (Hong Kong)

## Distribution
- Stephen Chow : Lee Chak-Sing
- Gigi Leung : Chung-Chung
- Ng Man-tat : Tat
- Cheng Cho : Fumito
- Guy Lai : L'oncle
- Alvina Kong : La tante
- Lee Kin-Yan : Siu-Fu
- Manfred Wong : Le principal
- Mimi Chu : La mère de Sing
- Pauline Suen : Bonnie
- Sung Boon-Chung : Le leader étudiant
- Tang Siu-Chuen : Le fiancé de Chung-Chung
- Wong Yat-Fei : Lee Yat-Fai
- Deon Lam : L'homme en costume de zèbre
- Elvis Tsui : Professeur Chang Sze
- Chan Chi-Fai : Le professeur